# Volkmar Sebb
Volkmar Sebb (* 7. Juni 1942 in Dresden; † 26. November 2012) war ein deutscher Fotograf, Maler und Objektkünstler.

## Leben und Werk
Sebb absolvierte von 1958 bis 1961 bei der DEWAG in Dresden eine Lehre als Werbefotograf und leistete danach Wehrdienst bei der NVA. Dabei machte er die Bekanntschaft mit Jürgen Knaack, dem späteren Bildhauer Christian Bonnet (* 1955) und dem späteren Kunstdrucker René Rehfeldt (* 1956). Gemeinsam organisierten sie Konzerte mit Bettina Wegner und Musikvorträge von Werner Sellhorn.
Ab 1963 befasste Sebb sich autodidaktisch mit Ölmalerei. Ab 1967 arbeitete er als freiberuflicher Werbefotograf in Dresden-Loschwitz und ab 2006 in Bühlau. Er fertigte insbesondere Fotos für Prospekte, Plakate, Kalender, Kataloge und für Großflächenwerbung. Zu seinen wichtigen Auftraggebern gehörten Betriebe des Fahrzeugbaus der DDR wie z. B. der VEB Motorradwerk Zschopau.
Sebb publizierte auch Fach-Essays, u. a. in den Zeitschriften Fotografie und Neue Werbung.
1969 nahm Sebb auf einer Urlaubsreise in Polen an einer Führung durch das ehemalige Konzentrationslager Auschwitz teil. Dieses Erlebnis hinterließ in ihm tiefe Spuren. Er kehrte immer wieder nach Auschwitz zurück und machte Fotos von dem Ort und später weitere anklagende künstlerische Werke.
Ab 1993 betätigte Sebb sich zunehmend als Maler und Objektkünstler, vor allem mit Collagen und Assemblagen.
Sebb war bis 1990 Mitglied des Verband Bildender Künstler der DDR.
Sein Grab befindet sich auf dem Friedhof Bühlau.

## Ausstellungen (unvollständig)
- 1995: Dresden, Deutsches Hygienemuseum, danach auch in der Gedenkstätte Pirna-Sonnenstein, in Zwickau und in mehreren Orten Nordrhein-Westfalens („Auschwitz-Birkenau. Oswiecim-Brzezinka“)
- 2005: Dresden, Dreikönigskirche („Gedanken zu Auschwitz – in Gedenken P 20034. Anlässlich des 60. Jahrestages der Befreiung des KZ Auschwitz“)

### Postum
- 2020: Dresden, Gedenkstätte Bautzner Straße (Fotografien aus Auschwitz)[4]

### Beteiligung an Gruppenausstellungen
- 1972, 1979 und 1985: Dresden, Bezirkskunstausstellungen
- 1992: Dresden, Deutsches Hygienemuseum („Inform ´92. Produkt- und Objektgestaltung im Freistaat Sachsen“)
- 2001: Berlin („Gruppe Neun + Eins“)